# Баб Тума
Баб Тума («Ворота Фомы») — одни из семи городских ворот Дамаска и название прилегающего квартала в восточной части столицы Сирии. Названы по апостолу Фоме.
В квартале живут преимущественно христиане, о чём свидетельствует множество церквей.